# Người Phát ngôn Bộ Ngoại giao Cộng hòa xã hội chủ nghĩa Việt Nam
Người Phát ngôn Bộ Ngoại giao Cộng hòa xã hội chủ nghĩa Việt Nam, còn được gọi là Người Phát ngôn Bộ Ngoại giao Việt Nam, Người Phát ngôn chính thức của Bộ Ngoại giao, là quan chức ngoại giao của Chính quyền Việt Nam; được nhân danh Bộ Ngoại giao phát ngôn và cung cấp thông tin cho báo chí; phát ngôn quan điểm, lập trường chính thức của nước Cộng hòa xã hội chủ nghĩa Việt Nam về các vấn đề quốc tế; tổ chức các cuộc họp báo quốc tế và chuẩn bị nội dung trả lời phỏng vấn của lãnh đạo cấp cao Nhà nước, Chính phủ và Bộ Ngoại giao cho phóng viên nước ngoài thường kỳ hoặc theo yêu cầu đột xuất; phối hợp với các Bộ, ngành hữu quan quản lý công tác thông tin tuyên truyền đối ngoại, chủ trì triển khai các hoạt động thông tin tuyên truyền đối ngoại ở nước ngoài; chủ trì việc theo dõi, tổng hợp dư luận báo chí nước ngoài liên quan đến Việt Nam. Người Phát ngôn Bộ Ngoại giao Việt Nam đồng thời giữ chức Vụ trưởng Vụ Thông tin Báo chí Bộ Ngoại giao.
Bà Hồ Thể Lan là người phát ngôn đầu tiên của Bộ Ngoại giao Việt Nam. Kể từ ngày 01/4/2017-01/12/2022, chức vụ này do bà Lê Thị Thu Hằng đảm nhiệm. Kể từ ngày 08/6/2023, Người Phát ngôn Bộ Ngoại giao là bà Phạm Thu Hằng.